# Ziekte van Coats
De ziekte van Coats of retinitis exsudativa externa is een zeldzame (1/100.000) oogziekte die hoofdzakelijk bij mannen voorkomt. De ziekte manifesteert zich het vaakst tussen 6 en 8 jaar, maar het kan ook bij veel jongere kinderen of bij volwassenen voorkomen. De ziekte kan blindheid aan een of beide ogen veroorzaken. Het is geen erfelijke aandoening. De ziekte is vernoemd naar de Britse arts George Coats, die ze voor het eerst beschreef in 1908.

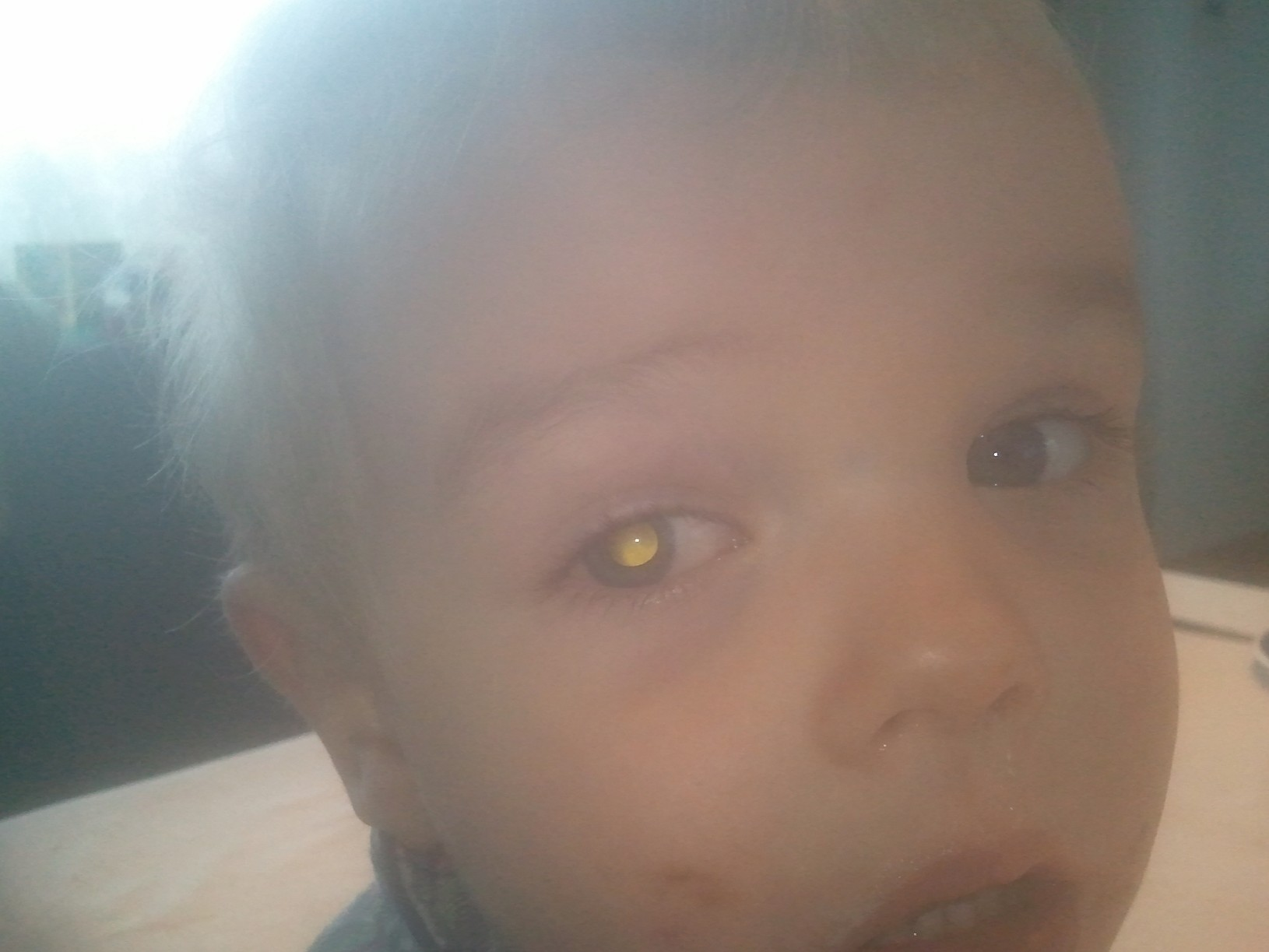
Vroeg stadium, vergelijkbaar met retinoblastoom

## Oorzaak
De oorzaak van de ziekte van Coats is niet bekend.